# 密尔顿·米兰
密尔顿·米兰（英語：Milton Milan，1962年11月10日—），美國民主黨籍政治人物，他是新澤西州肯頓市的第一位拉丁裔市長，於1997年當選，之後被判犯有腐敗罪，後來被免職，成為20年內第三位被判犯有腐敗罪的肯頓市長。
米兰与黑社會的关系臭名昭著。2001年6月15日米兰因15起贪污罪被判七年徒刑，在这些罪行中包括从一名贩毒犯手中接受6.5万美元。